# Sayonara Watashi no Cramer: First Touch
Sayonara Watashi no Cramer: First Touch (さよなら私のクラマー ファーストタッチ?),  es una película de animación japonesa dirigida por Seiki Takuno, basado en el manga Sayonara, Football (precuela del manga Sayonara Watashi no Cramer), estrenada el 11 de junio de 2021 en Japón.

## Argumento
La película cuenta la historia de Nozomi Onda, una joven fanática que fútbol que disfruta jugando con sus amigos, debido a que su escuela no tiene equipo femenino, participa con en el equipo masculino, pero debe permanecer en la banca durante las partidos, un día desarrolla una rivalidad con un antiguo amigo al que había dejado de ver años atrás y que jugaba en el equipo de otra escuela, que la llevará a Nozomi a infiltrarse en un partido oficial.

## Reparto
| Papel          | Actores de voz en japonés ( seiyū )               |
| -------------- | ------------------------------------------------- |
| Nozomi Onda    | Miyuri Shimabukuro                                |
| Sawa Echizen   | Shion Wakayama                                    |
| Tetsuji Yamada | Koki Uchiyama (adolescente), Yû Shimamura (niño)  |
| Kaoru Takei    | Ryôta Ôsaka (adolescente), Makoto Koichi (niño)   |
| Yasuaki Tani   | Shimba Tsuchiya(adolescente), Shiho Kokido (niño) |
| Junpei Onda    | Ryôko Shiraishi                                   |
| Kôzô Samejima  | Kôji Yusa                                         |
| Naoko Nomi     | Yûko Kaida                                        |
| Sumire Suo     | Tomoyo Kurosawa                                   |
| Aoi Yûki       | Midori Soshizaki                                  |

## Producción
La película está animada por Liden Films, dirigida por Seiki Takuno, Natsuko Takahashi realizó el guion y Masaru Yokoyama compone la música, mientras el tema musical principal es interpretado por la cantante Aika Kobayashi.

## Estreno
Originalmente estaba programado para estrenarse el 1 de abril de 2021, pero se retrasó hasta el 11 de junio de 2021, día de estreno oficial. El personal dijo que se debió a "circunstancias imprevistas", pero también expresaron la esperanza de que la pandemia del COVID-19 se contenga. Crunchyroll tiene la licencia de la película que le permitió estrenarla vía streaming fuera de Asia. En el sureste asiático, Muse Communication tiene la licencia de la película.